# 7 (Nancy Ajram)
7 è un album in studio della cantante libanese Nancy Ajram, pubblicato nel 2010.

## Tracce
1. Einy Aleik – 4:28
2. T'akhart Shway – 4:20
3. Eih Akhbar Nafseyyeto – 3:36
4. Emta Hashofak – 3:57
5. Ya Kether – 5:09
6. Okay! – 3:27
7. Fi Hagat – 4:26
8. Lessa Gayya A'ollo – 4:07
9. Bel Hadawa – 4:09
10. Meen Ma Ando – 4:15
11. Eih Elli Garaly – 4:23
12. Kol Ma Tiddi – 4:42
13. As'aad Allah Masak – 3:36
14. Sheikh el Shabab – 3:21
15. Bayyaa' We Shater (Assly) – 4:21
16. Hkayat El Deni – 4:28